# Stazione di Crevalcore

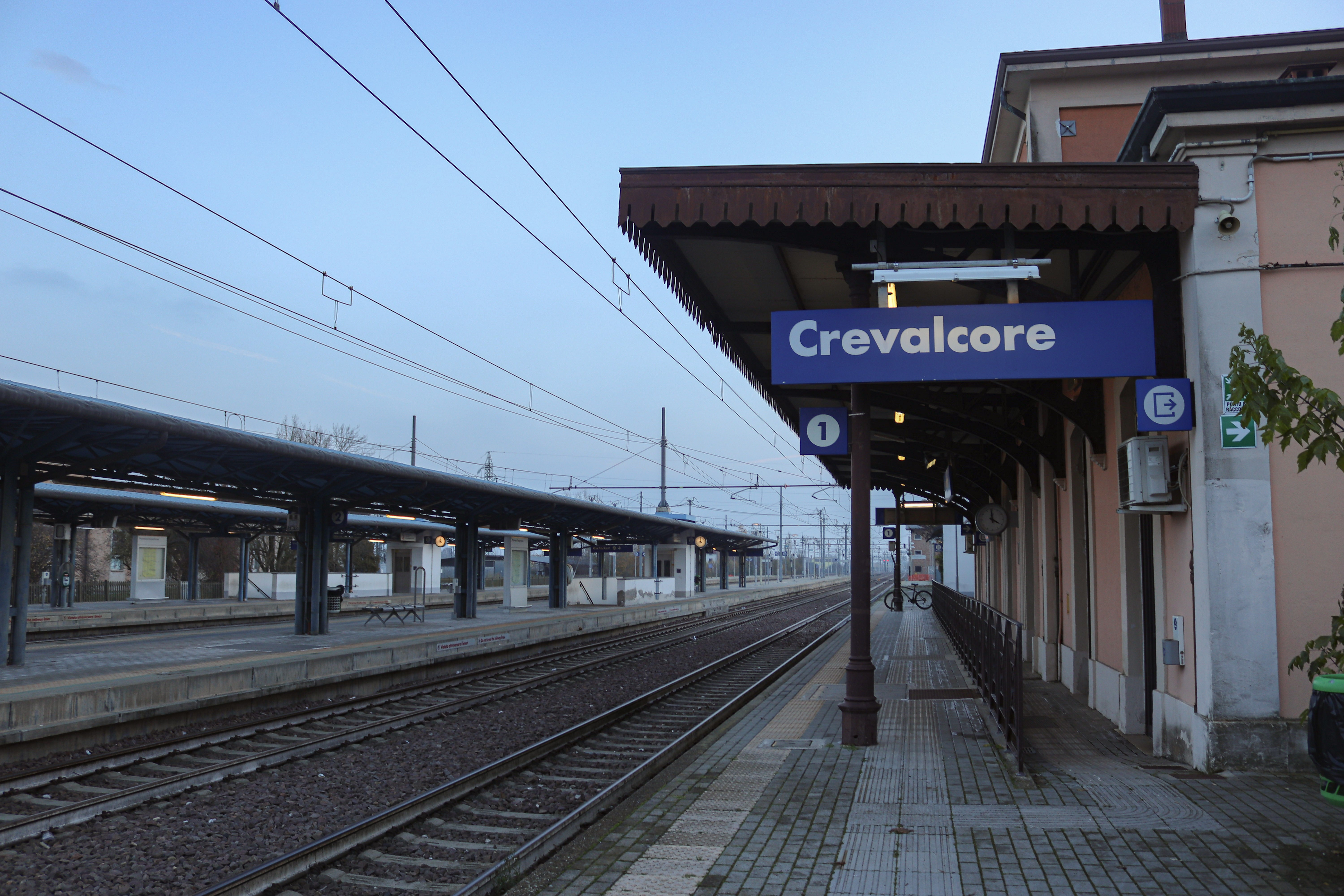
la stazione di Crevalcore in una fredda giornata

La stazione di Crevalcore è una stazione ferroviaria della ferrovia Bologna-Verona. Serve la città di Crevalcore, nella città metropolitana di Bologna.

## Storia
La stazione fu aperta nel 1888 al completamento del tronco da San Giovanni in Persiceto della linea Bologna-Verona; già l'anno successivo fu attivato il tratto successivo, fino a San Felice sul Panaro, ma l'intera linea venne compiuta solo nel 1924.
Nel 1916 venne attivata la linea locale Ferrara-Modena, gestita dalla Società Veneta, e pertanto la stazione divenne punto d'incrocio; tale linea venne chiusa al traffico nel 1956.
Nel 2005 in località Bolognina, nei pressi della stazione, avvenne un grave disastro ferroviario in cui un treno interregionale da Verona a Bologna, per il mancato rispetto di un segnale, si scontrò frontalmente con un treno merci provocando 17 vittime.

## Strutture e impianti
La stazione presenta 5 binari.

## Movimento
La fermata è servita da treni regionali svolti da Trenitalia Tper nell'ambito del contratto di servizio stipulato con la Regione Emilia-Romagna.
La fermata è interessata dai treni della linea S3 (Bologna Centrale - Poggio Rusco) del servizio ferroviario metropolitano di Bologna.
Al 2007, l'impianto risultava frequentato da un traffico giornaliero medio di circa 600 persone.
A novembre 2019, la stazione risultava frequentata da un traffico giornaliero medio di circa 2 072 persone (1 010 saliti + 1 062 discesi).

## Servizi
La stazione è classificata da RFI nella categoria silver.